# Pekmezli, Akçakale
Pekmezli là một thị trấn thuộc huyện Akçakale, tỉnh Şanlıurfa, Thổ Nhĩ Kỳ. Dân số thời điểm năm 2011 là 2.849 người.